# Osamu Ueno
Osamu Ueno (jap. 上野修 Ueno Osamu; ur. 22 czerwca 1983 w Nozawa Onsen) – japoński narciarz, specjalista narciarstwa dowolnego. Najlepszy wynik na mistrzostwach świata osiągnął podczas mistrzostw w Madonna di Campiglio, gdzie zajął 10. miejsce w jeździe po muldach podwójnych. Zajął także 20. miejsce w jeździe po muldach na igrzyskach olimpijskich w Turynie. Najlepsze wyniki w Pucharze Świata osiągnął w sezonie 2006/2007, kiedy to zajął 32. miejsce w klasyfikacji generalnej. W 2014 roku zakończył karierę.

## Osiągnięcia

### Igrzyska olimpijskie
| Miejsce | Dzień     | Rok  | Miejscowość | Konkurencja      | Zwycięzca       |
| ------- | --------- | ---- | ----------- | ---------------- | --------------- |
| 20.     | 15 lutego | 2006 | Turyn       | Jazda po muldach | Dale Begg-Smith |

### Mistrzostwa świata
| Miejsce | Dzień       | Rok  | Miejscowość          | Konkurencja                 | Zwycięzca                 |
| ------- | ----------- | ---- | -------------------- | --------------------------- | ------------------------- |
| 23.     | 31 stycznia | 2003 | Deer Valley          | Jazda po muldach            | Mikko Ronkainen           |
| 33.     | 1 lutego    | 2003 | Deer Valley          | Jazda po muldach podwójnych | Jeremy Bloom              |
| 19.     | 9 marca     | 2007 | Madonna di Campiglio | Jazda po muldach            | Pierre-Alexandre Rousseau |
| 10.     | 10 marca    | 2007 | Madonna di Campiglio | Jazda po muldach podwójnych | Dale Begg-Smith           |
| 38.     | 7 marca     | 2009 | Inawashiro           | Jazda po muldach            | Patrick Deneen            |
| 42.     | 8 marca     | 2009 | Inawashiro           | Muldy podwójne              | Alexandre Bilodeau        |

### Puchar Świata

#### Miejsca w klasyfikacji generalnej
- sezon 2002/2003: 114.
- sezon 2003/2004: 87.
- sezon 2004/2005: 51.
- sezon 2005/2006: 59.
- sezon 2006/2007: 32.
- sezon 2007/2008: 41.
- sezon 2008/2009: 72.
- sezon 2010/2011: 125.
- sezon 2011/2012: 102.
- sezon 2012/2013: 232.

#### Miejsca na podium
1. Inawashiro – 5 lutego 2005 (Jazda po muldach) – 3. miejsce
2. Deer Valley – 11 stycznia 2007 (Jazda po muldach) – 3. miejsce
3. Inawashiro – 16 lutego 2008 (Jazda po muldach) – 2. miejsce

- W sumie 1 drugie i 2 trzecie miejsca.